# Robert Krause (Regisseur)
Robert Krause (* 17. März 1970 in Dresden) ist ein deutscher Drehbuchautor, Autor, Regisseur, Kameramann, Produzent und Professor.

## Leben
Robert Krause lernte zunächst Tischler. Er floh mit 19 Jahren aus der DDR, studierte Informatik an der TU München, anschließend Filmproduktion an der Hochschule für Fernsehen und Film München (HFF) und mit einem Stipendium Drehbuch und Regie an der UCLA in Los Angeles.
Er arbeitet als Drehbuchautor, Regisseur und Story-Consultant. Seit 2018 ist Robert Krause zudem Honorarprofessor für kreatives Schreiben an der HFF München.
Robert Krause arbeitet regelmäßig mit seinem Kollegen Florian Puchert zusammen. Sie gründeten 2014 die Schreibschule Club23, die 23-tägige Writers’ Rooms u. a. für die Bavaria Film, ARD, UFA, ZDF, Degeto Film, HessenFilm und Medien, HFF München und Filmakademie Baden-Württemberg veranstaltet.
Die Adaption von Peter Pranges Roman Unsere wunderbaren Jahre durch Robert Krause und Florian Puchert erreichte im März 2020 einen Zuschauerrekord in der ARD-Mediathek. Ihre Serie Dignity wurde 2021 für den Grimme-Preis nominiert. Beim Filmfest München erhielt der gemeinsam mit Beate Fraunholz geschriebene Film 3 ½ Stunden den Bernd-Burgemeister-Preis. Der Film und gleichnamige Roman basieren auf der Familiengeschichte Robert Krauses.
Gemeinsam mit Elena Hell schrieb er die Drehbücher für die vier Staffeln à sechs Folgen von Sisi für RTL+. Die Serie wurde zur erfolgreichsten Fiction-Eigenproduktion von RTL+ und wurde an über 120 Länder verkauft. Der Vierteiler Levi Strauss und der Stoff der Träume, der seine Premiere zur Primetime um 20:15 im Ersten hatte, wies die Besonderheit auf, dass sowohl die Einschaltquote, als auch die absolute Zuschauerzahl im Verlauf der Ausstrahlung zunahmen.

## Filmografie (Auswahl)
- 1997: Der Sieg (Kurzfilm)
- 2005: Blood Trails (Kinofilm)
- 2006: Berlin Wall – the Day the Wall came down (Doku-Drama)
- 2007: Schatzinsel Spezial (Doku-Drama)
- 2009: Westflug – Entführung aus Liebe (Fernsehfilm)
- 2010: Die Feuervogelkinder (Serie)
- 2011: Karl der Große (Mini-Serie)
- 2012: Die Männer vom Berg (Serie)
- 2013: Wüstenherz – Der Trip meines Lebens (Fernsehfilm)
- 2014: Für eine Nacht … und immer? (Fernsehfilm)
- 2016: Zwei Bauern und kein Land (Fernsehfilm)
- 2017: Oma ist verknallt (Fernsehfilm)
- 2018: Bella Germania (Dreiteiler)
- 2018: Das Kindermädchen – Mission Südafrika (Fernsehfilm)
- 2019: Dignity (Serie)
- 2019: Unsere wunderbaren Jahre (Dreiteiler)
- 2021: 3 ½ Stunden (Fernsehfilm)
- 2021–2024: Sisi (Fernsehserie)
- 2025: Levi Strauss und der Stoff der Träume (Fernsehserie)

## Bibliografie
- Dreieinhalb Stunden. Wie entscheidest du dich? Rowohlt, Hamburg 2021, ISBN 978-3-499-00758-3.[7]
- Sisi: Das dunkle Versprechen. Rowohlt, Hamburg 2021, ISBN 978-3-499-00875-7.[8]

## Auszeichnungen (Auswahl)
- 1998: Bester Film beim Molodist International Film Festival Kiew für Der Sieg
- 1998: Preis der Nationalen Olympischen Komitees Italien beim Internationalen Sport Film Festival Palermo für Der Sieg
- 2000: Best Director beim Mexico International Film Festival für Der Sieg
- 2006: Best Feature beim Edinburgh International Film Festival für Blood Trails
- 2011: Nominierung Deutscher Drehbuchpreis für Syrakus
- 2014: Best Movie bei den Impact Media Summit für Karl der Große[9]
- 2014: Nominierung Bernd Burgemeister Fernsehpreis beim Filmfest München für Für eine Nacht … und immer?
- 2021: Nominierung Grimme-Preis für Dignity
- 2021: Bernd-Burgemeister-Fernsehpreis beim Filmfest München für 3 ½ Stunden